# Zwartkeelmierklauwier
De zwartkeelmierklauwier (Frederickena viridis) is een zangvogel uit de familie Thamnophilidae (miervogels).

## Verspreiding en leefgebied
Deze soort komt voor van zuidoostelijk Venezuela tot de Guyana's en amazonisch noordoostelijk Brazilië.

## Status
De grootte van de populatie is niet gekwantificeerd maar de soort wordt omschreven als schaars. Op de Rode lijst van de IUCN heeft deze soort de status niet bedreigd.